# Игра у кругу
Игра у кругу или ланчана игра, стил је друштвеног плеса који се изводи у кругу, полукругу или закривљеној линији уз музичку пратњу, као што су ритмички инструменти и певање, и представља врсту плеса у којем свако може да учествује без потребе за партнерима. За разлику од плеса у линији, играчи у кругу су у физичком контакту једни са другима; везу остварују спајањем као што су рука-рука, прст-прст или шака на рамену, где прате вођу по позорници. У распону од нежног до енергичног, плес може бити узбудљиво групно искуство или део медитације.
Као вероватно најстарија позната плесна формација, плес у кругу је древна традиција заједничка многим културама за обележавање посебних прилика, ритуала, јачање заједнице и подстицање заједништва. Кружни плесови су кореографисани са много различитих стилова музике и ритмова. Модерни кругови мешају традиционалне народне игре, углавном из европских или блискоисточних извора, са недавно кореографираним уз разноврсну музику, како древну тако и модерну. Све је већи репертоар нових кола уз класичну музику и савремене песме.

## Дистрибуција
Модерни плес у кругу налази се у многим културама, укључујући арапску (левантску и ирачку), израелску (јеврејски плес и израелски народни плес), асирску, курдску, турску, јерменску, азербејџанску, малтешку и балканску. Упркос својој огромној репутацији на Блиском истоку и југоисточној Европи, плес у кругу такође има историјску важност у Бретањи, Каталонији и Ирској на западу Европе, као и у Јужној Америци (Перуу), Тибету и са Индијанцима (плес духова). Такође се користи, у свом медитативном облику, у сврху слављења божанстава у оквиру различитих верских традиција, укључујући Енглеску цркву  и исламске Хадра Дхикр (или Зикр) плесове.

## Историја

### Балкан
Средњовековни надгробни споменици под називом "Стећци" (једнина "стећак") у Босни и Херцеговини, који датирају од краја 12. до 16. вијека, носе натписе и фигуре које изгледају као играчи у колу. Мушкарци и жене су приказани како плешу заједно држећи се за руке у нивоу рамена, али повремено се групе састоје од само једног пола.
У Македонији, у близини града Злетова, мурали на манастиру Лесново, који датирају из 14. века, приказују групу младића који се држе за руке у колу. Хроника из 1344. позива Задране да певају и плешу кола за фестивал. Међутим, једна референца долази из Бугарске, у рукопису једне проповеди из 14. века, која је ланчане игре назвала „ђаволским и проклетим“.

### Централна Европа
Немачко коло се зове "Reigen"; датира из 10. века, а можда је настао из побожних плесова на ранохришћанским фестивалима. Црквене власти су често осуђивале плес око цркве или ватре што само наглашава колико је било популарно. Једна од фресака (из 14. века) у Тиролу, у замку Рункелштајн, приказује Елизабету Пољску, краљицу Мађарске која води ланчани плес. Коло је пронађено и у Чешкој, датира из 15. века. Играло се првенствено око дрвећа на сеоском зеленилу. И у Пољској су најранији сеоски плесови били у круговима или у редовима праћени певањем или пљеском учесника.

### Медитерански
У 14. веку, Ђовани Бокачо описује мушкарце и жене који плешу у кругу уз сопствено певање или у пратњи музичара. Једна од фресака у Сијени Амброђа Лоренцетија насликана 1338–1340. године приказује групу жена које раде играчку фигуру „мост“ док их прати друга жена која свира тамбуру.
Постоје извештаји о два западноевропска путника у Константинопољ, престоницу Османског царства. Године 1577. Саломон Швајгер описује догађаје на грчком венчању:
... онда су спојили руке, направили круг и ишли по кругу, док су им стопала јако ударала, потом је један певао, а други су га пратили.— Швајгер
Други путник, немачки фармацеут Рајнхолд Лубенау, био је у Цариграду у новембру 1588. и извештава о грчком венчању у следећим терминима:
... неколицина Грка, често 10 или више људи, дођу до отвореног простора, ухвате се за руке и направе круг и онда мало иду напред, мало назад а некад и у круг.— Лубенау
- Италијанско женско коло, у којем се налази фигура "мост"
- Средњевековно коло, Јужни Тирол, Италија

### Скандинавија
У Данској, старе баладе помињу плес у затвореном кругу који се може претворити у ланчани плес. Фреска у цркви Øрслев на Зеланду из око 1400. приказује девет људи, мушкараца и жена, како плешу у реду. Вођа и још неки у ланцу носе букете цвећа. У случају женских плесова, можда је постојао мушкарац који је деловао као вођа. У Шведској се у средњовековним песмама често помиње сличан плес. Настаје дугачак ланац, а вођа је пева стихове и одређује време када се остали плесачи придружују хору.

## Модерни плесови

### Источна Европа

#### Хора
Хора плес потиче са Балкана, али се налази и у другим земљама (укључујући Румунију и Молдавију). Плесачи се држе за руке и круг се окреће, обично у смеру супротном од казаљке на сату, док сваки учесник прати низ од три корака напред и један корак уназад. Хора је популарна током свадбених прослава и фестивала и представља суштински део друштвене забаве у руралним срединама. Није неопходно бити у кругу; крива линија или полукрог људи је такође прихватљива.

#### Коло
Коло је колективна народна игра распрострањена у разним јужнословенским крајевима, као што је Србија, названа по кругу који формирају играчи. Изводи се међу групама људи (обично неколико десетина, најмање троје) који се држе једни друге држећи руке око струка (идеално у кругу или полукругу, отуда и име). Скоро да нема покрета изнад струка.

### Јужна Европа

#### Каламатианос
Каламатианос је популаран грчки народни плес широм Грчке и Кипра и често се изводи на многим друштвеним скуповима широм света. Као што је случај са већином грчких народних игара, игра се у кругу са ротацијом у смеру супротном од казаљке на сату, а играчи се држе за руке. Главни играч обично држи другог плесача за марамицу, што му омогућава да изводи сложеније кораке и акробације. Кораци Каламатианоса су исти као и кораци Сиртоса, али је овај други спорији и велебнији, а његов ритам је стабилан 4
4.

#### Сардана
Сардана је врста игре у кругу типична за Каталонију. Обично би у кругу водио искусан плесач. Плесачи се држе за руке током целог плеса: руке спуштене током curts и подигнуте до висине рамена током llargs. Плес је пореклом из региона Емпорда, али је почео да стиче популарност широм Каталоније током 20. века. Постоје два главна типа, оригинални стил Sardana curta (кратка Сардана) и модернији Sardana llarga (дуга Сардана).

#### Сиртос
Сиртос и Каламатианос су грчки плесови који се изводе са плесачима у закривљеној линији који се држе за руке и који су окренути удесно. Плесачица на десном крају реда је вођа. Вођа такође може бити соло извођач, импровизујући упадљиво увијање вештих потеза док остатак линије ради основни корак. У неким деловима Сиртоса, парови плесача држе марамицу са његове две стране.

### Западна Европа

#### Ан Дро
Ан Дро, што значи „скретање“, је бретонски плес у кругу. Плесачи спајају мале прсте у дугачку линију, замахујући рукама, док се померају улево. Покрети руку се састоје прво од два кружна покрета која иду горе и назад, а затим један у супротном смеру. Вођа (особа на левом крају линије) ће повести линију у спиралу или ће је удвостручити на себе како би формирао шаре на подијуму за игру и омогућиће плесачима да се виде.

#### Фарски ланчани плес
Фарски ланчани плес је национални плес у кругу Фарских острва. Плес је из средњег века, који је опстао само на Фарским острвима, док је у другим европским земљама био забрањен од цркве, због паганског порекла. Плес се традиционално плеше у кругу, али када много људи учествује у плесу, обично га пуштају да се врти у разним таласима унутар круга. Сам плес се састоји само од држања за руке, док плесачи формирају круг, плешу два корака улево и један удесно без укрштања ногу. Када се све више и више плесача придружи плесној лози, круг почиње да се савија и формира нови у себи.

#### The Sacred Circle Dance
The Sacred Circle Dance је у заједницу Финдхорн фондације у Шкотској донео Бернхард Восиен; представио је традиционално коло које је покупио из целе источне Европе. Колин Харисон и Дејвид Робертс и Џенет Роуан Скот однели су плесове у друге делове Уједињеног Краљевства где су започели редовне групе у југоисточној Енглеској, затим широм Европе, САД и другде. Мрежа се простире и на Аустралију, Нови Зеланд, Јужну Африку, Јужну Америку и Индију. Често се постављају цвеће или други предмети у центар круга како би се плесачи фокусирали и одржали кружни облик. Много се дебата води унутар мреже светог плеса у кругу о томе шта се подразумева под 'светим' у плесу.

### Средњи исток

#### Говенд
Говенд је један од најпознатијих традиционалних курдских плесова. Од других блискоисточних плесова се разликује по томе што је за мушкарце и за жене.

#### Дабке
Дабке је популаран у Либану, Сирији, Палестини, Израелу, Јордану и Турској. Најпознатија врста плеса је Ал-Шамалија (الشمالية). Састоји се од لويح (lawweeh) на челу групе мушкараца који се држе за руке и формирају се у полукруг. Од лавиха се очекује да буде посебно вешт у прецизности, способности импровизације и брзини. Плесачи развијају синхронизован покрет и корак, а када певачи заврше своју песму, лавина се избацује из полукруга да би сама заиграла. Лавих је најпопуларнији и најпознатији облик дабкеа који се плеше за срећне породичне прославе.

#### Кига
Кига је један од главних стилова асирског народног плеса у којем се више играча држе за руке и формирају линију или круг. Обично се изводи на свадбама и радосним приликама. Кига је први такт који се свира у дочеку младе и младожења у салу за пријем. Постоји више шаблона стопала које плесачи изводе. Глава киге обично плеше са марамицом са перлама и звончићима који су додани са стране тако да звецка када се тресе. Украшен штап се такође користи на многим асирским венчањима. Штавише, термин кига се користи за означавање свих асирских кола у кругу.

#### Кочари
Кочари је јерменска  и азербејџанска народна игра, коју данас плешу Јермени, Асирци, Азербејџанци, Курди, понтијски Грци  и Турци. Плесачи формирају затворени круг, стављајући руке једни другима на рамена. Модернији облици додали су "тремоло корак", који укључује дрхтање целог тела. У Азербејџану, плес се састоји од спорих и брзих делова, и има три варијанте. Постоји доследан, снажан двоструки одскок. Понтијски Грци плешу руку уз раме и крећу се удесно.

#### Тамзара
Тамзара је јерменски, асирски, азербејџански и грчки народни плес пореклом из Анадолије. Постоји много верзија Тамзаре, са мало другачијом музиком и корацима, које долазе из различитих региона и старих села у Анадолији. Прво направе три корака напред, удари левом ногом о тло и искорачи да се стане на леву ногу; затим иду три мала корака уназад и понављају радње мало брже. Као и већина анатолских народних игара, Тамзара се изводи са великом групом људи са испреплетеним малим прстима.

## Часописи
- Drumbeat, the South African circle dancing journal.
- Grapevine, the quarterly journal of Circle Dance Friends. ISSN 1752-4660